# 八重無敵
八重無敵（日语：ヤエノムテキ），是日本純種競賽馬匹。生涯活躍於中距離賽事，曾兩勝一級賽。

## 出賽前
1985年4月11出生於北海道浦河町宮村牧場，成長途中被馬主大池正夫以1300萬日圓購入，並以其所經營之Fuji Co Ltd.作爲馬主名義。
其後交由栗東訓練中心練馬師荻野光男訓練。

## 競賽生涯

### 4歲（現3歲）
1988年2月27日出戰阪神馬場4歲新馬戰，由西浦勝一策騎。比賽途中以先行戰術保持於第二的位置，並於進入直路後隨即加速，最終拋離第二名的Mejiro Marsyas 8馬位贏得首勝利。
其後出戰條件戰瑞香賞，再次以先行戰術搭配直路衝刺，最終以12馬位輕鬆奪冠。
由於於泥地賽事大方異彩，陣營決定安排其轉戰草地，挑戰經典三冠賽事，並以連戰的姿態出戰每日盃。比賽開始後，由於其對軟地適性不足，因而起步時有所延遲而需要採取後上戰術。通過第三彎道的時候，騎師指揮其閃出外檔以尋求位置衝刺，並以有利局面進入直路。然而進入直路後，其並未能超越前方的Foundry Dictor又被小栗帽及Inter Animato追過，最終獲得第四。
完成每日盃後，原本八重無敵因爲累積獎金不足而被排除於皋月賞出賽名單之外。但由於小栗帽受限於當時的規則無法參賽，而Soccer Boy則因爲飛節炎而退賽，其因而進入抽選出賽的行列。最終，其成爲六匹賽駒當中被抽中的三匹，成功躋身皋月賞出戰名單之中。
4月17日按照計劃出戰皋月賞，八重無敵因爲未於任何草地賽事獲勝下，只獲得第九人氣。比賽開始後，其並未爭搶領放位置，意思於先頭部隊緊跟領放馬推進。通過第二彎道的時候，後方的May Brave及Meiner Frische斜行造成混亂，以一直處於前方內欄位置的八重無敵並未受到影響。進入直路初段，其並未加速衝刺，而是尋找位置及時機一舉衝出。直路中段，一直等待時機而且緊跟櫻花千代王的八重無敵突然從馬群衝出加速，超越對手並以3/4馬位優勢爆冷奪冠，贏得首個一級賽冠軍。陣營方面，騎師西浦及練馬師荻野光男均爲首次贏得經典三冠賽事，而馬主Fuji Co. Ltd.則憑藉此勝利首次贏得一級賽頭銜。
5月29日繼續進行經典三冠賽出戰東京優駿（日本打吡），獲得第二人氣。比賽開始後，其處於先頭部隊的位置，但於第二彎道稍作後退停留於中團位置馬群中央。通過第三彎道時候，其開始慢慢加速並繞出外檔尋找機會，並以良好位置通過第四彎道。進入直路後，其開始加速衝刺，但並未如同皋月賞時順利，最終未能超越對手下獲得第四。
其後出戰中日體育賞四歲錦標，比賽途中於前方推進，但於直路上被後上的Soccer Boy超越，以1/2馬位差距獲得第二。
短暫放草過後於9月11日出戰公開賽UHB盃，並於直路上以輕鬆的姿態拋離對手，再次獲得冠軍。
10月16日出戰菊花賞前哨戰京都新聞盃，並壓過Koei Spurt及超級溪流等對手獲得第一人氣，比賽開始後，由於其處於1號檔最內檔的位置，因而成功搶佔先機於前方推進。進入直路後其保持速度並繼續發力，最終以1 1/4馬位優勢超越對手奪冠。
11月6日按照計劃出戰菊花賞，再次獲得第一人氣。比賽開始後，其於約莫第六的位置推進，並於通過第四彎道的時候爬升。然而進入直路後，其開始失速並最終以第十完賽。
12月4日出戰鳴尾紀念，計菊花賞後再次挑戰長距離賽事。比賽開始後，其處於中團位置推進，並逐步爬升。進入直路後，雖然其率先加速衝刺，但於直路中段勢頭減弱，而後方的Hatsushiba Ace則逐漸迫近，最終兩駒以平頭姿態衝線，於照片判斷下八重無敵以鼻位險勝。

### 5歲（現4歲）
1989年首戰爲1月22日的日經新春盃，並獲得第一人氣。比賽開始後，其處於中團位置追走，並於直路衝出追擊對手。然而於直路上前方的Land Hiryu向八重無敵方向斜行，使得其沒有任何空間超越，最終其以頸位落敗得第二。
其後陣營意識到八重無敵長距離適性不足的問題，因而避戰春季天皇賞而將寶塚紀念定位春季最大目標，並於4月2日出戰產經大阪盃作爲熱身。比賽開始後，其處於第四的位置推進，並以良好的節奏通過最後彎道。進入直路後，其成功發力加速並超越前方領放的Land Hiryu，最終以3 1/2馬位優勢成功復仇奪得冠軍。
6月11日按計劃出戰寶塚紀念，於小栗帽及超級溪流避戰下，其成功壓過其他對手獲得第一人氣。比賽開始後，其處於最後放的位置，並於通過最後彎道前逐步爬升至中團位置。可惜進入直路後，其被馬群包圍，並未能響應騎師的指示發力，最終以第七落敗。
其後進入放草休養，原本計劃秋季首戰爲每日王冠，但於休養途中被發現回復狀態不佳，須要更多時間進行挑戰，因而陣營決定安排其直接出戰秋季天皇賞。
10月29日按計劃出戰秋季天皇賞，由於本次比賽小栗帽及超級溪流復出，強敵衆多之下其只獲得第六人氣。比賽開始後，其以良好姿態進佔有利位置推進，並成功以先頭部隊進入最後直路。進入直路後，其開始以凌厲的姿態衝刺，然而此時後方的稻荷一、超級溪流及小栗帽紛紛開始行動，而更凌厲的速度加速，最終其被對手超越獲得第四名。
12月出戰有馬紀念，如同寶塚紀念一樣，其比賽途中處於中團位置，於直路上未能成功加速，最終以第六落敗。

### 6歲（現5歲）
1月21日首戰爲日經新春盃，雖然需要背負60公斤的負重，但仍然成爲第一人氣。比賽途中其於中團推進，並於最後彎道前成功爬升至第三的位置。進入彎道後，雖然其由外檔衝刺成功縮小與前方馬匹的差距，但最終仍不敵Towa Triple獲得第二。
其後出戰讀賣盃及產經大阪盃，兩場比賽均獲得季軍，證明了自身的實力。
5月13日出戰安田紀念，騎師更換爲岡部幸雄。比賽開始後，其處於先頭部隊中推進，並以較前的位置進入最後直路。然而其於最後直路雖然保持速度，但未能進一步推進，最終被小栗帽超越，以2馬位差距落敗。
6月10日出戰寶塚紀念，於直路上和長一喬治的纏鬥中落敗，最終以第二名完賽。
夏季放草後於10月28日出戰秋季天皇賞，再次和小栗帽及長一喬治決戰。比賽開始後，雖然其處於第7檔較外的檔位，但於第二彎道的時候經已內閃於內欄位置推進。進入直路後，騎師岡部指揮八重無敵開始衝刺，並於最後400米的時候成功衝出，最終於其保持速度下，以頭位贏過第二的目白雅丹，再次奪得一級賽冠軍，並創出1分58.2秒的紀錄。
其後出戰日本盃，但於比賽途中未能於直路上發揮實力，因而最終以第六落敗。
12月23日出戰有馬紀念，於賽前曾將騎師岡部拋下，由於經過檢查後雙方均未有受傷跡象，遂可以繼續參賽。然而於比賽途中，其明顯無法重拾以往狀態，最終以第七名的成績完賽，目睹小栗帽的有終之美及「奇蹟的復活」。
年末，由於其於秋季天皇賞的良好表現，以82票當選最佳父內國產馬。
其後按照計劃退役，並取消於日本中央競馬會的賽駒註冊。

### 詳細賽績
| 日期       | 舉辦國家 | 馬場 | 距離   | 級別 | 賽事名稱           | 負重 | 騎師     | 馬號 | 出馬 | 名次 | 時間   | 頭馬（二馬）       |
| ---------- | -------- | ---- | ------ | ---- | ------------------ | ---- | -------- | ---- | ---- | ---- | ------ | ------------------ |
| 27/2/1988  | 日本     | 阪神 | 泥1700 |      | 4歲新馬            | 55   | 西浦勝一 | 4    | 8    | 1    | 1:49.6 | （Mejiro Marsyas） |
| 19/3/1988  | 日本     | 中京 | 泥1700 |      | 瑞香賞             | 55   | 西浦勝一 | 3    | 8    | 1    | 1:48.1 | （Agnes Turf）     |
| 27/3/1988  | 日本     | 阪神 | 草2000 | GIII | 每日盃             | 55   | 西浦勝一 | 7    | 10   | 4    | 2:05.5 | 小栗帽             |
| 17/4/1988  | 日本     | 東京 | 草2000 | GI   | 皋月賞             | 57   | 西浦勝一 | 1    | 18   | 1    | 2:01.3 | （Dictar Land）    |
| 29/5/1988  | 日本     | 東京 | 草2400 | GI   | 東京優駿           | 57   | 西浦勝一 | 11   | 24   | 4    | 2:26.9 | 櫻花千代王         |
| 3/7/1988   | 日本     | 中京 | 草1800 | GIII | 中日體育賞四歲錦標 | 58   | 西浦勝一 | 11   | 11   | 2    | 1:49.0 | Soccer Boy         |
| 11/9/1988  | 日本     | 函館 | 草1800 | OP   | UHB盃              | 57   | 西浦勝一 | 1    | 12   | 1    | 1:49.4 | （Passing Power）  |
| 16/10/1988 | 日本     | 京都 | 草2200 | GII  | 京都新聞盃         | 57   | 西浦勝一 | 1    | 16   | 1    | 2:14.5 | （Koei Spurt）     |
| 6/11/1988  | 日本     | 京都 | 草3000 | GI   | 菊花賞             | 57   | 西浦勝一 | 1    | 18   | 10   | 3:08.8 | 超級溪流           |
| 4/12/1988  | 日本     | 阪神 | 草2500 | GII  | 鳴尾記念           | 58   | 西浦勝一 | 5    | 12   | 1    | 2:33.1 | （Hatsushiba Ace） |
| 22/1/1989  | 日本     | 京都 | 草2200 | GII  | 日經新春盃         | 58   | 西浦勝一 | 5    | 9    | 2    | 2:14.5 | Land Hiryu         |
| 2/4/1989   | 日本     | 阪神 | 草2000 | GII  | 產經大阪盃         | 58   | 西浦勝一 | 10   | 13   | 1    | 2:01.4 | （Land Hiryu）     |
| 11/6/1989  | 日本     | 阪神 | 草2200 | GI   | 寶塚紀念           | 56   | 西浦勝一 | 8    | 16   | 7    | 2:15.6 | 稻荷一             |
| 29/10/1989 | 日本     | 東京 | 草2000 | GI   | 秋季天皇賞         | 58   | 西浦勝一 | 11   | 14   | 4    | 1:59.5 | 超級溪流           |
| 24/12/1989 | 日本     | 中山 | 草2500 | GI   | 有馬記念           | 57   | 西浦勝一 | 14   | 16   | 6    | 2:33.0 | 稻荷一             |
| 21/1/1990  | 日本     | 京都 | 草2200 | GII  | 日經新春盃         | 60   | 西浦勝一 | 3    | 9    | 2    | 2:15.1 | Towa Triple        |
| 25/2/1990  | 日本     | 阪神 | 草1600 | GII  | 讀賣盃             | 60   | 西浦勝一 | 10   | 12   | 3    | 1:36.8 | Mejiro Worth       |
| 1/4/1990   | 日本     | 阪神 | 草2000 | GII  | 產經大阪盃         | 59   | 西浦勝一 | 7    | 9    | 3    | 2:03.1 | 超級溪流           |
| 13/5/1990  | 日本     | 東京 | 草1600 | GI   | 安田記念           | 57   | 岡部幸雄 | 12   | 16   | 2    | 1:32.7 | 小栗帽             |
| 10/6/1990  | 日本     | 阪神 | 草2200 | GI   | 寶塚紀念           | 57   | 岡部幸雄 | 1    | 10   | 3    | 2:14.7 | 長一喬治           |
| 28/10/1990 | 日本     | 東京 | 草2000 | GI   | 秋季天皇賞         | 58   | 岡部幸雄 | 7    | 18   | 1    | 1:58.2 | （目白雅丹）       |
| 25/11/1990 | 日本     | 東京 | 草2400 | GI   | 日本盃             | 57   | 岡部幸雄 | 4    | 15   | 6    | 2:23.8 | 請放鬆             |
| 23/12/1990 | 日本     | 中山 | 草2500 | GI   | 有馬記念           | 56   | 岡部幸雄 | 2    | 16   | 7    | 2:34.7 | 小栗帽             |

## 退役後
退役後，八重無敵成爲了配種馬，於北海道新冠町農協畜產中心休養，在1991年進行配種。首批子嗣於1992年出生。首批子嗣可於1994年出賽。
其後被轉移至北海道浦河町日高Stallion Station，繼續進行配種工作。
2010年由配種馬退役，於同一地點以功勞馬身份進行養老生活。
2014年3月28日因腸臟阻塞死亡，享年29歲。

## 血統簡介
父系Yamaninsky爲日本賽駒，生涯戰績不佳，未能突破條件戰級別。祖父尼真斯基爲加拿大生產的愛爾蘭賽駒，生涯僅得兩敗，曾勝出葉森打吡大賽、愛爾蘭打吡、英皇佐治六世及皇后伊利沙伯錦標及二千堅尼錦標等一級賽，退役後亦爲著名種馬，成功確立獨立的系統。
母系Tsurumi Star爲日本賽駒，生涯並無勝場。外祖父Yellow God爲英國賽駒，生涯戰績不俗，曾勝出五場頭馬。

### 血統表
| 父線：尼真斯基系（北地舞人系）          |                             |              |             |
| 種馬 Yamaninsky 1975年（栗色）          | 尼真斯基 1967年（棗色）     | 北地舞人     | 新北區      |
| 種馬 Yamaninsky 1975年（栗色）          | 尼真斯基 1967年（棗色）     | 北地舞人     | Natalma     |
| 種馬 Yamaninsky 1975年（栗色）          | 尼真斯基 1967年（棗色）     | Flaming Page | Bull Page   |
| 種馬 Yamaninsky 1975年（栗色）          | 尼真斯基 1967年（棗色）     | Flaming Page | Flaring Top |
| 種馬 Yamaninsky 1975年（栗色）          | Unmenionable 1970年（棗色） | Buckpasser   | Tom Fool    |
| 種馬 Yamaninsky 1975年（栗色）          | Unmenionable 1970年（棗色） | Buckpasser   | Busanda     |
| 種馬 Yamaninsky 1975年（栗色）          | Unmenionable 1970年（棗色） | Petticoat    | Palestinian |
| 種馬 Yamaninsky 1975年（栗色）          | Unmenionable 1970年（棗色） | Petticoat    | Sabana      |
| 繁殖雌馬 Tsurumi Star 1980年（棗色）    | Yellow God 1967年（栗色）   | Red God      | Nasrullah   |
| 繁殖雌馬 Tsurumi Star 1980年（棗色）    | Yellow God 1967年（栗色）   | Red God      | Spring Run  |
| 繁殖雌馬 Tsurumi Star 1980年（棗色）    | Yellow God 1967年（栗色）   | Sally Deans  | Fun Fair    |
| 繁殖雌馬 Tsurumi Star 1980年（棗色）    | Yellow God 1967年（栗色）   | Sally Deans  | Cora Deans  |
| 繁殖雌馬 Tsurumi Star 1980年（棗色）    | Fujiko 1964年（深棗色）     | 蘇龍那威     | Solferino   |
| 繁殖雌馬 Tsurumi Star 1980年（棗色）    | Fujiko 1964年（深棗色）     | 蘇龍那威     | Anyway      |
| 繁殖雌馬 Tsurumi Star 1980年（棗色）    | Fujiko 1964年（深棗色）     | Hama Midori  | Tosa Midori |
| 繁殖雌馬 Tsurumi Star 1980年（棗色）    | Fujiko 1964年（深棗色）     | Hama Midori  | Fuji Sake   |
| 雌系：號族：1-o                         |                             |              |             |
| 五代內近親交配：Menow 5×5×5、Nearco 5×5 |                             |              |             |

## 命名由來
名字中，Yaeno（ヤエノ）是馬主Fuji Co. Ltd.冠名，但由來不明，可轉寫为汉字「八重」，Muteki（ムテキ）則帶有「無敵」的意思。

## 外部連結
- 八重無敵 netkeiba.com （页面存档备份，存于）
- 血統表 （页面存档备份，存于）